# آکادمی کینگز
آکادمی کینگز (به عربی:کینغز أکادیمی)، یک نهاد آموزش عالی شبانه‌روزی مختلط خصوصی است که در اوت ۲۰۰۷ در مادبا اردن آغاز به کار کرد. این آکادمی بر اساس الگو و ساختار مدارس شبانه روزی جدید انگلیس ساخته شده و تجربه ملک عبدالله از آکادمی دیرفیلد ماساچوست الهام بخش تأسیس آن بوده‌است. آکادمی کینگز همچنین زیربنای نهاد آموزش عالی اردنی را منعکس خواهد کرد. در علوم مقدماتی و برنامه آموزشی علوم که بر اساس برنامه تعیین سطح پیشرفته آمریکا تدوین شده، خواندن عربی الزامی است و در کل چهار سال آموزشی توجه خاصی به امور اقتصادی، سیاسی و مذهبی منطقه خواهد شد. فاصله این نهاد آموزش عالی از شهر امان ۳۰ دقیقه و مساحت آن ۵۳۸۲۰۰ متر مربع و تعداد ساختمان‌های آن ۲۳ واحد است. 

## تاریخ
تجربه ملک عبدالله دوم، پادشاه اردن، یعنی حضور او در دیرفیلد از سال ۱۹۷۷ تا ۱۹۸۰ الهام‌بخش تأسیس آکادمی کینگز است. اگرچه آکادمی کینگز و دیرفیلد از لحاظ فنی با هم ارتباطی ندارند، با این حال روابط غیر رسمی سمبولیکی بین این دو نهاد وجود دارد که از طریق ساختار اداری و اجرایی آکادمی کینگز رو به گسترش است. دکتر اریک ویدمر که به مدت ۱۲ سال به عنوان مدیر دیرفیلد فعالیت می‌کرده‌است، در تابستان ۲۰۰۶ مدیر بانی و مؤسس آکادمی کینگز نامیده شد. ملک عبدالله دوم به عنوان رئیس افتخاری این نهاد آموزشی عالی در راس کار است و عضو هیئت امنا آن محسوب می‌شود. 

## دانشجویان
آکادمی کینگز نهایتاً ۶۰۰ دانشجوی دختر و پسر کلاس ۹ تا کلاس ۱۲ را از سراسر اردن و کشورهای دیگر می‌پذیرد.
دانشجویان مختار هستند به صورت تمام وقت در کلاس‌ها حضور یابند یا به صورت شبانه روزی در کلاس‌های هفتگی شرکت نمایند. تعداد دانشجویان روزانه‌ای که این نهاد می‌پذیرد، محدود خواهد بود. نسبت معلمان به دانشجویان در آکادمی کینگز ۱۰ به ۱ خواهد بود. این نهاد وابستگی مذهبی رسمی خاصی ندارد و در نظر دارد دانشجویانی را با پیش زمینه و موقعیت نژادی، جغرافیای، مذهبی و اقتصادی گوناگون و از میان همه آنها جذب کند. بین ۱۵ و ۳۰ درصد درآمد حاصله از دریافت شهریه آکادمی کینگز برای بورسیه تخصیص یافته و علاوه بر آن صندوق وقفی نیز وجود دارد که بورس تحصیلی کامل و جزئی به دانشجویان ارائه می‌کند. 

## علوم آکادمی
برنامه آموزشی این نهاد بر اساس برنامه تعیین سطح پیشرفته آمریکا خواهد بود. برنامه تعیین سطح حرفه‌ای با لحاظ کردن درخواست‌ها و شرایط نظام آموزشی اردن با برنامه آموزشی تدوین شده در داخل کشور ادغام می‌شود. زبان اصلی تدریس علوم در آکادمی کینگز انگلیسی خواهد بود. گواهی‌های داخلی لازم نیز جهت تطبیق دادن و معادل گذاری از درخواست کنندگان درخواست می‌شود. 